# سليمان بن علي
سُلَيْمان بن علي بن مُشَرَّف التَّمِيْمِي النَّجْديُّ الحنبليُّ (995 هـ - 1079 هـ) المعروف بابن مشرف هو والد عبد الوهاب بن سليمان وجد محمد بن عبد الوهاب، عالم الديار النجدية في عصره.

## نسبه ونشأته
ولد سليمان بن علي في القرن السابع عشر في أشيقر، وتوفي في القرن السابع عشر في العيينة. اسمه الكامل هو سليمان بن علي بن محمد بن أحمد بن راشد بن بريد بن مشرف بن عمر بن معضاد بن ريس بن زاخر بن محمد بن علوي بن وهيب التميمي النجدي الحنبلي. ولد في بلدة أشيقر على الراجح عام 995 هـ (1586م) تقريبًا، ونشأ فيها، وقرأ على علمائها. من أشهرهم: أحمد بن محمد بن مشرف (ت: 1012 هـ). ومحمَّد بن أحمد بن إسماعيل (ت: 1059 هـ) قرأ عليه في التفسير والحديث والفقه والفرائض فمهر فيها كلها خاصة الفقه. انتقل من مسقط رأسه أشيقر إلى روضة سدير وصار قاضيًا لها. انتهت لسليمان بن علي رئاسة علماء نجد.

## مشايخه
قد قرأ على ثلة من المشايخ الأجلاء، من أشهرهم:
- أحمد بن محمد بن مشرف (ت. 1012 هـ).
- محمد بن أحمد بن إسماعيل (ت. 1059 هـ)،[6] قرأ عليه في التفسير، والحديث، والفقه، والفرائض، فمهر فيها كلها، لا سيما الفقه، فإنَّه كان فيه آية.[7][8]

## تلاميذه
- ابنه محمد: توفي في النصف الأول من القرن الثاني عشر الهجري.
- ابنه إبراهيم: توفي 1141 هـ.
- ابنه عبد الوهاب: توفي 1153 هـ.
- محمد بن عبد الله بن إسماعيل: توفي 1109 هـ.
- أحمد بن محمد القصير: توفي 1124 هـ.
- منيع بن محمد بن منيع الدوسري: توفي 1134 هـ.
- أبو نمي بن عبد الله بن أبي نمي بن راجح بن سلطان بن فاضل بن عيسى بن عرينة: مؤلف كتاب صاحب المنسك.[1]

## مؤلفاته
- مصباح السالك في أحكام المناسك.[9][2]
- فتاوى على مسائل فقهية.[1]
- شرح الإقناع.[10]